# Titularerzbistum Oxyrynchus
Das Erzbistum Oxyrynchus (italienisch arcidiocesi di Ossirinco, lateinisch Archidioecesis Oxyrynchitana) ist ein Titularerzbistum der römisch-katholischen Kirche. 
Es geht zurück auf ein untergegangenes Bistum der antiken Stadt Oxyrhynchos (heute: Al Bahnasa) in Oberägypten.
| Titularerzbischöfe von Oxyrynchus |                                            |                                                           |                   |                    |
| Nr.                               | Name                                       | Amt                                                       | von               | bis                |
| 1                                 | John Joseph Kain                           | Koadjutorerzbischof von Saint Louis (USA)                 | 21. Mai 1893      | 21. Mai 1895       |
| 2                                 | Domenico Maria Valensise                   | emeritierter Bischof von Nicastro (Italien)               | 13. Mai 1902      | 17. Januar 1916    |
| 3                                 | John McIntyre                              | Kurienerzbischof                                          | 24. August 1917   | 16. Juni 1921      |
| 4                                 | Léon-Antoine-Augustin-Siméon Livinhac MAfr | Generaloberer der Weißen Väter (Italien)                  | 21. November 1921 | 11. November 1922  |
| 5                                 | Victor Arrién (Victor Arrieu)              | emeritierter Erzbischof von La Plata o Charcas (Bolivien) | 14. Dezember 1922 | 7. September 1931  |
| 6                                 | António Bento Martins Júnior               | Koadjutorerzbischof von Braga (Portugal)                  | 14. Juli 1932     | 28. September 1932 |
| 7                                 | Leon Wałęga                                | emeritierter Bischof von Tarnów (Polen)                   | 13. März 1933     | 23. März 1933      |
| 8                                 | João Evangelista de Lima Vidal             | emeritierter Bischof von Vila Real (Portugal)             | 31. Mai 1933      | 16. Januar 1940    |
| 9                                 | Raffaele Santi                             | emeritierter Bischof von Montefeltro (Italien)            | 15. Juni 1940     | 28. Januar 1944    |
| 10                                | Juan Manoel González Arbeláez              | emeritierter Erzbischof von Popayán (Kolumbien)           | 1. Februar 1944   | 4. Januar 1966     |